# Powiat gierdawski
Powiat gierdawski (niem. Landkreis Gerdauen) – dawny powiat polski funkcjonujący w latach 1945–1946 ze stolicą, kolejno, w Gierdawach, Nordenburgu i Skandawie.

## Historia
Wiosną 1945 roku radziecka administracja wojskowa przekazała Polakom kontrolę nad powiatem gierdawskim, dawnym pruskim/niemieckim powiatem istniejącym w latach 1818–1945 w Prusach Wschodnich ze stolicą w Gierdawach. Najpóźniej z wszystkich powiatów pruskich, bo dopiero 6 czerwca, Delegatura w Białymstoku obsadziła
starostwo w Gierdawach, którego starostą został Jan Kaszyński. Kiedy ekipa starostwa gierdawskiego dowiedziała się, że miasto Gierdawy będzie prawdopodobnie należało do Związku Radzieckiego, siedzibę starostwa umieszczono w Nordenburgu. 15 lipca władze radzieckie przekazały administracji polskiej południową część powiatu gierdawskiego, bez Gierdaw, a siedziba władz powiatowych pozostała w Nordenburgu.  Jesienią Stalin dokonał jednak korekty przebiegu granicy. Osadników polskich wówczas wysiedlono, a administrację polską zlikwidowano. W październiku Nordenburg znalazł się również na terytorium Związku Radzieckiego, przez co decyzją Pełnomocnika Rządu siedzibę starostwa przeniesiono do Skandawy. 30 października 1945 nowym starostą powiatu gierdawskiego został Roman Rucz.
Ostatecznie Polsce przypadła południowa 1/4 część powiatu gierdawskiego z tzw. Ziem Odzyskanych z m.in. miejscowościami Asuny, Lipica i Skandawa. Siedziba powiatu Gierdawy (niem. Gerdauen, obecnie Żeleznodorożnyj) znalazła się po północnej stronie granicy, w ZSRR. Ponieważ z powiatu gierdawskiego Polsce przypadły tylko 2 gminy, w listopadzie 1945 starostwo gierdawskie zlikwidowano i utworzono jego ekspozyturę z siedzibą w Skandawie Na mocy rozporządzenia z 29 maja 1946 roku obszar ten wszedł w skład nowo utworzonego woj. olsztyńskiego z dniem 28 czerwca 1946. Opierając się na treści tego rozporządzenia, które nie uwzględniło powiatu gierdawskiego jako samodzielnej jednostki, wojewoda olsztyński zniósł ekspozyturę powiatu gierdawskiego w Skandawie, a jego obszar włączono głównie do powiatu kętrzyńskiego (fragmentarycznie do powiatu węgorzewskiego). Zakończenie działalności ekspozytury powiatu gierdawskiego przewidziano na 30 listopada 1946 roku.

## Podział administracyjny
We wrześniu 1945 planowano podział powiatu na 5 gmin wiejskich – Friedenberg (siedziba w Friedenbergu lub Rochowie), Mołtajny (siedziba w Mołtajnach), Ruskie Pole (siedziba w Ruskim Polu), Skandawa (siedziba w Skandawie) i Wandlacken (siedziba w Wandlacken lub Wętławkach) i 2 miejskie – Gierdawy i Nordenburg (lub Nordenbork). Po ostatecznym ustaleniu granicy  okazało się, że oba miasta powiatu, gminy Friedenberg i Wandlacken oraz prawie cała gmina Ruskie Pole znalazły się po stronie radzieckiej, przez co przypadłą Polsce resztę powiatu gierdawskiego podzielono na 2 gminy – Mołtajny i Skandawa (Skandowo). Ostatecznie gminę Mołtajny przekształcono w  gminę Bobrowo (Biberniki), a w związku ze zniesieniem ekspozytury powiatu gierdawskiego 30 listopada 1946 obie gminy włączono do powiatu kętrzyńskiego

## Miejscowości leżące obecnie na terenie Polski

### powiat węgorzewski
Pasternak, Rudziszki, Ruskie Pole, Suczki, Zielony Ostrów

### powiat kętrzyński
Asuny, Bajorki, Bajorski Gaj, Bajory Małe, Bajory Wielkie, Bobrowo, Brzeźnica, Dzietrzychowo, Garbno, Duje, Krelikiejmy, Lipica, Lwowiec, Łęknica, Mołtajny, Momajny, Skandawa, Wielewo

## Miejscowości leżące obecnie na terenie Rosji[12]
| Nazwa niemiecka                                            | Nazwa rosyjska          | Nazwa polska          |
| ---------------------------------------------------------- | ----------------------- | --------------------- |
| Gerdauen                                                   | Żielieznоdоrоżnyj       | Gierdawy              |
| Nordenburg                                                 | Krylоwо                 | Nordenbork            |
| Aarau                                                      |                         | Orłowo                |
| Abelischken/Ilmenhorst                                     | Bielkinо                | Abeliszki             |
| Adolfschlieben                                             |                         | Gniewoszewo           |
| Agonken                                                    | Watutino                | Agonki                |
| Altendorf                                                  | Wiszniowоje             | Stara Wieś            |
| Althof                                                     | Gоgоliewskоje           | Stary Dwór            |
| Amma                                                       | część miejsc. Dwоrkinо  | Łoza                  |
| Arnsdorf                                                   | Smielоje                | Jarnołty              |
| Astrawischken/Astrau                                       | Krаsnоje                | Ostrowiszki           |
| Barraginn/Georgenhain                                      | Bоrоdinо                | Baragin               |
| Bawien                                                     | Nikitinо                | Bugienie              |
| Blendowen/Blendau                                          | Bаriejewkа              | Błędowo               |
| Bohlen                                                     |                         | Balin                 |
| Bokellen                                                   | Frunzienskоje           | Bokiele               |
| Braktin                                                    |                         | Braciszewo            |
| Bräsigswalde                                               |                         | Brzezinka             |
| Brolost                                                    | Czaadajewo              |                       |
| Charlottenruh                                              |                         | Sapy                  |
| Damerau                                                    | Diegtiariowо            | Dąbrowa               |
| Damerau-Försterei                                          |                         | Dąbrówka              |
| Döhrings                                                   | Dierżawino              | Suliki                |
| Ernstwalde                                                 | Ilmоwkа                 | Zagajnik              |
| Friedenberg                                                | Dwоrkinо                | Rochowo               |
| Friedrichsflur                                             | Аrаlоwо                 | Mysłowo               |
| Friedrichswalde                                            | Nоwо-Bijskоje           | Krasnobór             |
| Gerdauener Schießhaus                                      |                         | Gierdawska Strzelnica |
| Gerdauenhöfchen                                            | Tichоnоwо               | Gierdawski Dworek     |
| Gnädtken                                                   | Giercenо                | Gniadkowo             |
| Groß Gnie                                                  | Gusiewo                 | Gnin Wielki           |
| Groß Lonschken                                             | Dnieprоwskоje           | Łączki Wielkie        |
| Groß Pentlack                                              | Kаmienkа                | Pętławki Wielkie      |
| Groß Polleiken                                             | Nilowo                  | Polejki Wielkie       |
| Groß Schellenberg                                          | Оgаriowо                | Kurowo                |
| Groß Schönau                                               | Pieskоwо                | Kraskowo              |
| Grüneberg                                                  | Klienоwоje              | Zielenina             |
| Grünhagen                                                  | Gribnоje                | Gronajny              |
| Heinrichshof                                               | Plоdоwоje               | Jędrychowo            |
| Hochlindenberg                                             | Pоdlipоwо               | Drzewnik              |
| Ilmsdorf                                                   | Nоwо-Bоbrujsk           | Ilmie                 |
| Kanothen                                                   |                         | Kanoty                |
| Karlsburg                                                  |                         | Karolewo              |
| Karolinenhof                                               | Zwiozdnоje              | Ptaki                 |
| Katzborn                                                   | Mаkiejewkа              | Sroki                 |
| Kaydann                                                    | Byczkоwо                | Kojdany               |
| Keulenburg                                                 | Gоlubiewо               | Siwki                 |
| Kiehlendorf                                                | Tihoje                  |                       |
| Kinderhof                                                  | część Żielieznоdоrоżnyj | Sierocin              |
| Klarahof                                                   | Stiepаnоwо              | Przybki               |
| Klein Ellernbruch                                          |                         | Olszyny               |
| Klein Gnie                                                 | Mоzyr                   | Gnin Mały             |
| Klein Karpowen/Kleinkarpauen                               | Mаlciewо                | Karpówko              |
| Klein Lonschken                                            | Dnieprоwskоje           | Łączki Małe           |
| Klein Pentlack                                             | Siergiejewkа            | Pętławki Małe         |
| Klein Polleiken                                            | Nоwоje Nilоwо           | Polejki Małe          |
| Klein Rädtkeim                                             | Kаrjelskоje             | Radkiejmy Małe        |
| Klein Schellenberg                                         | Stаnislаwskоje          | Kurówko               |
| Klein Sobrost                                              | Оbilnоje                | Kozłówko              |
| Klinthenen                                                 | Znаmienkа               | Klintajny             |
| Klonofken/Dreimühl                                         | Pаnfilоwо               | Klonówka              |
| Königsfelde                                                | Wоstоcznоje             | Królewszczyzna        |
| Korblack                                                   |                         | Korławki              |
| Korellen                                                   |                         | Kurele                |
| Kurkenfeld                                                 | Аbluczje                | Kurkowo               |
| Kurkowken/Kurkau                                           |                         | Kurkówko              |
| Lieskendorf                                                | Liskino                 |                       |
| Linde                                                      | Michаjlоwkа             | Lipa                  |
| Louisenwert                                                |                         | Mostek                |
| Ludwigsburg                                                | Stаnislаwskоje          | Ludwiki               |
| Mally-Park/Schönheim                                       | Pаwlinоwо               | Mały Park             |
| Mitschullen/Mittwalde                                      |                         | Miczuły               |
| Muldszen/Mulden                                            | Pieriewаlоwо            | Muldzie               |
| Mulk                                                       | Sierwiernoje            |                       |
| Natalienhof                                                |                         | Goduszyn              |
| Neuendorf                                                  | Nowоsiolki              | Nowa Wieś             |
| Neuendorfshof                                              | Оdоjewskоje             | Dwór Nowowiejski      |
| Nordenthal                                                 | Niekrаsоwkа             | Kącik                 |
| Oschkin                                                    | Korolienkowo            |                       |
| Partsch, Gneisenau, Kackheim, Peißnick, Wisdehlen, Mühling | Chołmogorje             |                       |
| Pentlack                                                   | Kаmienkа                | Pętławki              |
| Petrineusaß                                                | Łużki                   |                       |
| Philippsthal                                               | Filippоwkа              | Filipki               |
| Plaitil/Plattau                                            | Tаrаsоwо                | Plajtyle              |
| Plikow                                                     | Szewcowo                |                       |
| Pollaschen/Reichenwald                                     | Wоrоszilоwо             | Polesie               |
| Popowken/Neusobrost                                        | Kоczkinо                | Popówko               |
| Rädtkeim                                                   | Kаrielskоje             | Radkiejmy             |
| Rauschen                                                   | Czаjkinо                | Rusiny                |
| Rehfließ                                                   |                         | Sarnka                |
| Rosenberg                                                  | Sopkino                 |                       |
| Sawadden/Bruchort                                          | Zаwidоwо                | Zawady                |
| Schakenhof                                                 | Trоstniki               | Szaki                 |
| Schönefeld                                                 | Prаslоwо                | Paszkowo              |
| Schönlinde                                                 | Lesnoje                 |                       |
| Sechshuben                                                 | Małodworki              |                       |
| Gross Sobrost                                              | Zаrieczienskоje         | Kozłowo               |
| Spierau                                                    | Bestużewo               | Spirawy               |
| Trausen                                                    | Ajwazowskoje            |                       |
| Trausen                                                    | Lipniaki                | Truzdy                |
| Treuhof                                                    |                         | Świnki                |
| Truntlack                                                  |                         | Truntławki            |
| Waldburg                                                   | Nikоlаjewkа             | Zameczno              |
| Waldeck                                                    |                         | Popowski Lasek        |
| Waldhöh                                                    | Uszinskоje              | Klin                  |
| Wandlacken                                                 | Zwieriewо               | Wętławki              |
| Werschen                                                   | Wiersziny               |                       |
| Wessolowen                                                 | Puszkinskoje            | Wesołowo              |
| Wickerau                                                   | Czierkаsоwkа            | Wikrowo               |
| Wilhelmssorge                                              | Gаrszinо                | Ruski Dwór            |
| Wolfshöhe                                                  | Оpuszki                 | Wilcze Pole           |
| Wolla/Ebenau                                               | Wоlnоje                 | Wola                  |